# Menos mal que nos queda Portugal
Menos mal que nos queda Portugal es el tercer álbum de estudio lanzado al mercado por la banda de punk-rock española Siniestro Total. Fue grabado en los estudios Trak de Madrid, con la producción de Paco Trinidad, en septiembre de 1984 y publicado poco después por la discográfica DRO. En 2002 el álbum fue remasterizado y se reeditó con 5 temas adicionales. Estos habían sido grabado en las mismas sesiones de estudio que las originales y habían aparecido como caras B de los sencillos del álbum.

## Lista de canciones

### Temas de la primera edición
1. «Tipi, dulce tipi» - 2:07
2. «E.L.E.V.E.N (el famoso encuentro de Matt Murdock y Ray Charles)» - 1:52
3. «Que corra la nicotina» - 2:21
4. «La matanza de taxis» - 2:06
5. «Assumpta» - 1:52
6. «Menea el bullarengue» - 2:13
7. «Miña terra galega (Sweet Home Alabama)» - 4:00
8. «Keke Rosberg» - 2:36
9. «Señor, ilumina mi corazón» - 2:37
10. «Oh, qué raro soy» - 1:42
11. «Te quiero» - 3:13
12. «Sonorice su templo» - 1:40
13. «¿Quienes somos? ¿De dónde venimos? ¿Adónde vamos?» - 2:36
14. «Si yo canto (My Whole World Is Falling Down)» - 3:26

### Temas nuevos de la edición de 2002
- Cara B del sencillo «Tipi, dulde tipi»:

1. 1. «Hey, hey Vigo»

- Sencillo «Si yo canto»:

1. 1. «Si yo canto» (cara A, edición especial para el sencillo)
  2. «Mongoloide» (cara B)
  3. «Ayatollah nº9» (cara B)

- Cara B del sencillo «Te quiero»:

1. 1. «Sobre ti»